# Селингсгров (Пенсилванија)
Селингсгров (енгл. Selinsgrove) град је у америчкој савезној држави Пенсилванија.

## Демографија
По попису из 2010. године број становника је 5.654, што је 271 (5,0%) становника више него 2000. године.
| Група             | 2000.         | 2010.         |
| Белци             | 5.001 (92,9%) | 5.020 (88,8%) |
| Афроамериканци    | 147 (2,7%)    | 190 (3,4%)    |
| Азијати           | 49 (0,9%)     | 69 (1,2%)     |
| Хиспаноамериканци | 157 (2,9%)    | 337 (6,0%)    |
| Укупно            | 5.383         | 5.654         |